# Adam Wiszniewski
Adam Wiszniewski (ur. 1826, zm. ?) – włoski książę pochodzenia polskiego, autor historycznych opracowań na temat systemów finansowych.
Urodził się w 1826 jako syn psychologa i literata Michała Wiszniewskiego, który w 1846 wyemigrował wraz z rodziną do Włoch. Adam Wiszniewski był autorem opracowań historycznych dotyczących systemów finansowych. Należał do włoskich, francuskich i angielskich towarzystw naukowych. 
Czterech włoskich parlamentarzystów zgłosiło jego kandydaturę do Pokojowej Nagrody Nobla (pod kandydaturą podpisał się także jeden z senatorów) i znalazł się on wśród nominowanych do tejże nagrody w 1907 roku. 